# Hana Drábková
Hana Drábková, rozená Pražáková (19. května 1924 Praha – 3. února 2015) byla česká psycholožka, která se věnovala psychologické genetice, zejména tématu dědičnosti inteligence. Na jaře 1989 založila českou (tehdy československou) pobočku mezinárodní organizace Mensa, jejíž byla první předsedkyní. Založila také pobočku Společnosti pro talent a nadání (STaN).

## Biografie
Narodila se v roce 1924 jako nejmladší ze tří dětí literárního historika Alberta Pražáka. Po druhé světové válce začala nejprve studovat moderní literaturu na Filozofické fakultě Univerzity Karlovy, v polovině studia však přestoupila na obor psychologie. Pracovala jako klinická psycholožka na Psychiatrické klinice prof. Myslivečka Všeobecné fakultní nemocnice v Praze, kde se věnovala diagnostice hospitalizovaných dospělých pacientů, později působila i na dětském oddělení a v dětské ambulanci. Po patnácti letech klinické praxe přešla do výzkumné laboratoře a zahájila samostatnou výzkumnou činnost. V první polovině 60. let (kdy byla v Československu po sovětském vzoru psychologie zavrhována jako „buržoazní pavěda“) si pro svůj výzkum zvolila „choulostivé“ téma z oblasti psychologické genetiky, a to dědičnost inteligence. Na význam genetiky pro psychologii upozorňovala jako první od roku 1964 v článcích a na přednáškách.
V rámci své odborné studie dědičnosti inteligence dlouhodobě sledovala všechna dvojčata narozená v letech 1965–1975 v pražské Zemské porodnici (šlo o 71 párů, z nich 24 monozygotních a 47 dizygotních, z nichž 28 stejnopohlavních). U dvojčat pravidelně pomocí psychologických testů sledovala vývoj jejich inteligence od narození (resp. od 2 let věku) po dospělost, za účelem zjištění podílu dědičnosti a podílu prostředí. V této kombinované longitudinální studii dvojčecí a rodokmenové zároveň vyšetřovala i rodiče a prarodiče dvojčat. Všechna vyšetření prováděla sama, využívajíc svých klinických zkušeností. Plánovala do budoucna sledovat i potomky dvojčat, tedy čtvrtou generaci, což by vedlo ke zpřesnění výsledků, na její práci však nikdo nenavázal. Hlavní výsledky publikovala v letech 1988–1993 v časopise Československá psychiatrie.
Ve své výzkumné studii posuzovala dědičnost inteligence i její rozdíly z různých hledisek. Svými výsledky prověřila a prohloubila dřívější poznatky zahraničních autorů, přičemž její metodicky i organizačně náročný přístup byl původní. Potvrdilo se, že genetické faktory převažují (ze 70 až 80 %) nad vlivem prostředí při utváření globálního IQ, a to v každém věku i na každé úrovni IQ. Ze složek inteligence jsou nejvíce dědičné abstraktní myšlení, logika, matematické schopnosti a paměť. Převážně dědičná je i struktura inteligence. Napůl dědičně a napůl vlivem prostředí jsou dány křivky vývoje intelektu (ve vývoji inteligence nastávají stádia stagnace a zrychlení, proto nestačí u dítěte jednorázové vyšetření IQ, ale je nutné je opakovat). Rodokmenová studie potvrdila polygenní teorii dědičnosti inteligence i v naší populaci (čím vyšší podíl shodných genů rodinných příslušníků, tím vyšší míra shodnosti IQ).
Svou pozornost zaměřila i na vysokou inteligenci, a proto na jaře 1989 založila v Československu národní pobočky dvou společností, které se jejímu výzkumu věnují. Založila pobočku Společnosti pro talent a nadání při European Council for High Ability (STaN ECHA), která se zabývá výzkumem talentovaných dětí a podporuje jejich vývoj, a pobočku organizace Mensa, která sdružuje jedince s IQ v pásmu horních 2 % populace. Již v roce 1968 během svého pracovního pobytu na psychiatrické léčebně v Londýně navštívila ředitele společnosti Mensa International, který přijal její nápad založit první pobočku Mensy v zemích východního bloku, leč v důsledku invaze vojsk Varšavské smlouvy k tomu nedošlo. Až za dvacet let se jí podařilo domluvit, aby výkonný ředitel Mensy Ed Vincent, zakládající pobočky Mensy v nových zemích, přijel v dubnu 1989 i do Československa a uskutečnil zde testování IQ u tisícovky přihlášených lidí. Následně byl z úspěšných účastníků zvolen první výbor a Hana Drábková se stala první předsedkyní československé Mensy, jejíž nástupkyní je Mensa České republiky.
Kromě výše uvedené teoreticky zaměřené genetické studie dědičnosti inteligence se věnovala i tématům z oblasti dětské klinické psychologie. Společně s psychologem Janem Srncem zkoumali možnosti využití Morenova principu psychodramatu v diagnosticko-terapeutické práci s dětmi a zúčastnili se desátého mezinárodního kongresu o psychodramatu v roce 1964 v Paříži. Společně též vyvíjeli původní metodu 7DS (Sedm dimenzí sociálního chování) k diagnostice duševních poruch starších dětí, kdy srovnávali hodnocení dítěte rodiči, učiteli a dítětem samým v 7 oblastech. Působila též jako soudní znalkyně ve sporech o dítě a jako poradkyně ve sporech porozvodových. V roce 1973 publikovala šest stupňů ovlivňování dětí. Jako uznání za celoživotní dílo jí Psychiatrická společnost ČLS JEP k jejímu životnímu jubileu v roce 2014 udělila Heverochovu medaili. Zemřela 3. února 2015 ve věku 90 let.

## Rodina
Její otec Albert Pražák působil koncem druhé světové války jako předseda ilegální České národní rady. S její pomocí vyšlo v roce 2004 v nakladatelství Academia pod názvem Politika a revoluce: Paměti kritické vydání otcových pamětí, které sepsal na přelomu let 1948–1949 jako strojopis dedikovaný jeho třem dětem, jenž nebyl určen k uveřejnění. Sama měla tři děti, z nichž nejstarší syn Vladimír Drábek vystudoval statistiku a věnuje se oblasti charitativní, kulturní a sportovní, působil i v komunální politice. Obě dcery vystudovaly psychologii, Iva Málková se zabývá psychologickou problematikou výživy a obezitologií, založila sdružení STOB, nejmladší dcera Hana Drábková ml. je klinickou psycholožkou se zaměřením na psychoanalytickou psychoterapii. V kariéře Ivy Málkové ve STOBu pokračují i její dcery Zuzana Málková a Hana Pávková Málková s manželem.